# Thavmakó
Thavmakó (Skarmitsa, Kato Domokos, Thavmako) är en ort i Grekland.   Den ligger i prefekturen Fthiotis och regionen Grekiska fastlandet, i den centrala delen av landet, 180 km nordväst om huvudstaden Aten. Thavmakó ligger 285 meter över havet och antalet invånare är 257.
Terrängen runt Thavmakó är huvudsakligen kuperad, men åt nordväst är den platt. Runt Thavmakó är det ganska glesbefolkat, med 24 invånare per kvadratkilometer. Närmaste större samhälle är Fársala, 18,4 km nordost om Thavmakó. Trakten runt Thavmakó består till största delen av jordbruksmark.